# 祝田橋
祝田橋（いわいだばし）は、東京都千代田区の皇居外苑南側にある土橋である。
ほぼ西北西～東南東の日比谷濠に直交し、北北東～南南西の内堀通りを渡す。

## 歴史
1906年（明治39年）、日露戦争の戦勝を祝して皇居外苑を縦断する凱旋道路が造られることになり、日比谷濠の部分は外苑南側の石垣を崩して建設された。一般的な橋と異なり橋の下に空間はなく、濠を分断する堤防のような構造である。本橋で分断された日比谷濠の西側は凱旋濠と呼ばれるようになった。橋名は、皇居外苑側の旧町名である祝田町から採られた。凱旋道路は、現在は内堀通り（東京都道301号白山祝田田町線）と呼ばれている。

## 祝田橋交差点

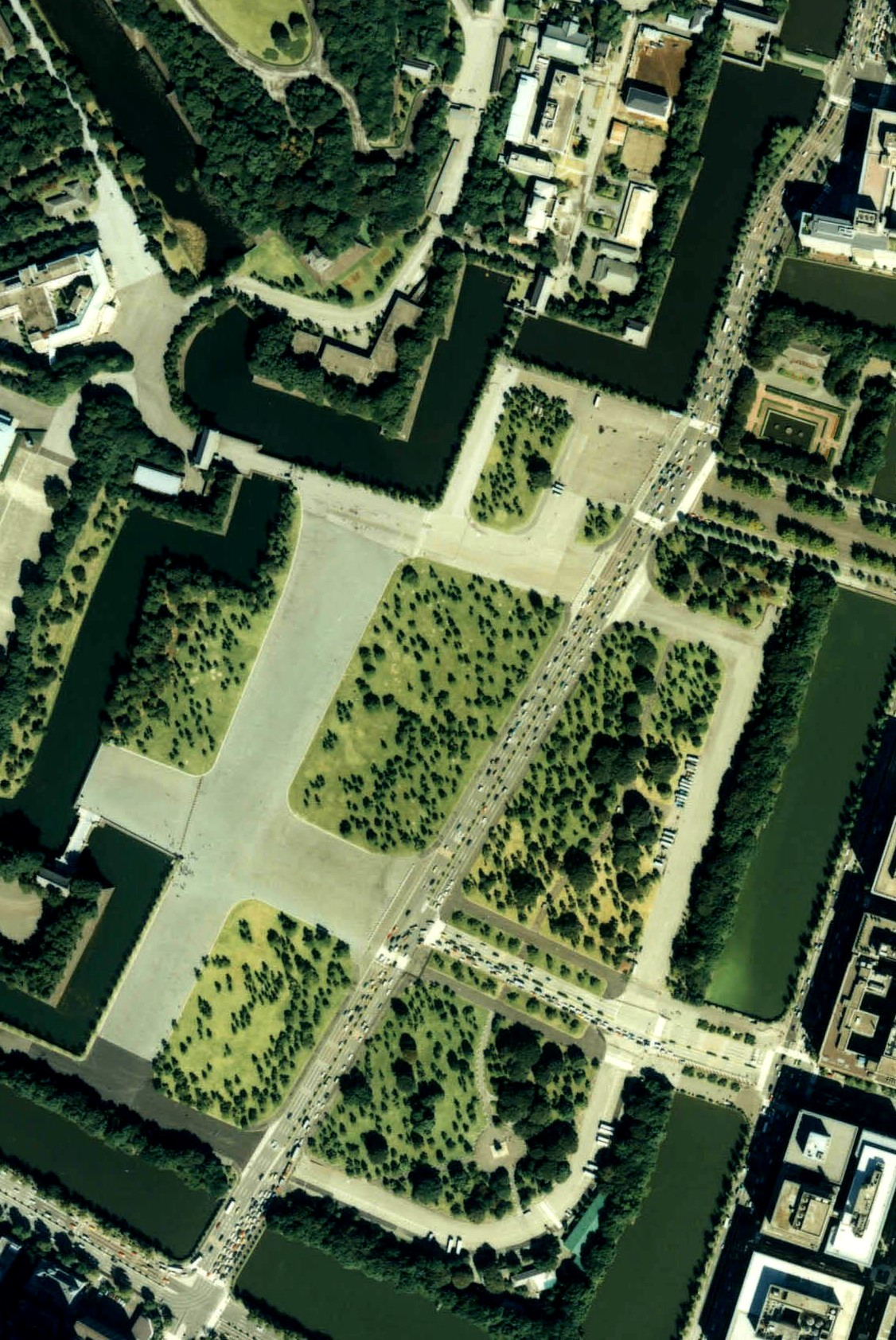
皇居外苑の空撮写真。画面下端のやや左で濠を渡るのが祝田橋

本橋北側は皇居外苑、南東は日比谷公園、南西は霞が関1丁目となる。祝田橋は、橋とともに交差点名としても著名である。南岸は内堀通りと晴海通り（国道1号）が交差する祝田橋交差点で、昭和30年代には都内随一の交通量が集まり、渋滞の名所として知られた。毎週日曜日の午前10時から午後4時は、本橋を含む祝田橋交差点から平川門交差点にかけての内堀通りは自転車道として開放され、自動車の通行が規制される。